# George Wishart
Pour les articles homonymes, voir Wishart.
George Wishart né en 1513 et mort le 1er mars 1546 est un prédicateur protestant écossais, confident et mentor de John Knox.

## Biographie
Il est un membre de la célèbre famille Pitarrow. Il étudie à l'Université de Louvain et embrasse, lors d'un voyage en Allemagne, la doctrine de Luther. De retour dans sa patrie en 1544, il se met à prêcher contre les dogmes de l'Église romaine et compte bientôt beaucoup d'adhérents. Refusant de se soumettre aux injonctions du cardinal Beaton, qui lui commande de se taire, il est emprisonné au château d'Édimbourg, traduit devant un synode à Édimbourg, condamné et brûlé vif en 1546.
Les amis de George Wishart le vengent quelques semaines plus tard. Ils gagnent l'entrée au château par subterfuge, trouvent le cardinal Beaton dans sa chambre, le tuent et accrochent son corps aux remparts. On dit qu'ils formèrent dans le château le premier rassemblement de l'Église protestante d'Écosse